# ملك سانت كيتس ونيفيس
النظام الملكي في سانت كيتس ونيفيس هو نظام حكم يكون فيه الملك الوراثي هو الحاكم ورئيس دولة سانت كيتس ونيفيس . الملك الحالي لسانت كيتس ونيفيس، منذ 8 سبتمبر 2022، هو الملك تشارلز الثالث. وباعتباره صاحب السيادة، فهو التجسيد الشخصي لتاج سانت كيتس ونيفيس. على الرغم من أن شخص الملك مشترك بالتساوي مع 14 دولة مستقلة أخرى داخل الكومنولث ، فإن الملكية في كل دولة منفصلة ومتميزة قانونيًا. ونتيجة لذلك، يحمل الملك الحالي رسميا لقب ملك سانت كريستوفر ونيفيس، وبهذه الصفة، يتولى هو وأعضاء آخرون من العائلة المالكة مهام عامة وخاصة محليا وخارجيا كممثلين لسانت كيتس ونيفيس. ومع ذلك، فإن الملك هو العضو الوحيد في العائلة المالكة الذي يتمتع بأي دور دستوري.
تقع كافة السلطات التنفيذية على عاتق الملك، ويتطلب الأمر موافقة ملكية حتى تتمكن الجمعية الوطنية في سانت كيتس ونيفيس من سن القوانين وحتى يكون لبراءات الاختراع والأوامر في المجلس أثر قانوني. يتم ممارسة معظم الصلاحيات من قبل أعضاء البرلمان المنتخبين، ووزراء التاج الذين يتم اختيارهم عمومًا من بينهم، والقضاة وقضاة الصلح. وتعتبر الصلاحيات الأخرى الممنوحة للملك، مثل إقالة رئيس الوزراء، ذات أهمية كبيرة ولكنها تُعامل فقط باعتبارها صلاحيات احتياطية وجزءًا أمنيًا مهمًا من دور النظام الملكي. تعمل التاج اليوم في المقام الأول كضامن للحكم المستمر والمستقر وضمانة غير حزبية ضد إساءة استخدام السلطة. في حين أن بعض الصلاحيات لا يمارسها إلا الملك، فإن معظم واجبات الملك التشغيلية والاحتفالية يمارسها ممثله، الحاكم العام لسانت كيتس ونيفيس.

## الأصول
وصل السير توماس وارنر من إنجلترا في عام 1623، وأسس أول مستعمرة إنجليزية ناجحة في جزر الهند الغربية في أولد رود على الساحل الغربي. وصل الفرنسيون إلى الجزيرة لأول مرة في عام 1625 وأنشأوا مستعمرة في عام 1627 تحت قيادة بيير بيلان ديسنامبوك . تم تقسيم سانت كيتس خلال القرن السابع عشر بين المستعمرين الفرنسيين والإنجليز، وتم منحها لبريطانيا بموجب معاهدة أوتريخت في أبريل 1713 وظلت في حيازة البريطانيين على الرغم من استيلاء الفرنسيين على بريمستون هيل في عام 1782. تمت استعادة الجزيرة إلى بريطانيا بموجب معاهدة باريس للسلام الموقعة عام 1783.
استوطن الإنجليز جزيرة نيفيس عام 1628 وسرعان ما أصبحت واحدة من أكثر جزر الأنتيل ازدهارًا. وعلى الرغم من تعرضها للهجمات الفرنسية والإسبانية في القرنين السابع عشر والثامن عشر، إلا أنها حافظت على وضع اقتصادي سليم حتى منتصف القرن التاسع عشر. تم تأسيس اتحاد سانت كيتس ونيفيس، إلى جانب أنغويلا، في عام 1882. بعد فترة وجيزة كجزء من اتحاد جزر الهند الغربية ، أصبحت الجزر دولة مرتبطة تتمتع بالحكم الذاتي الداخلي الكامل في عام 1967. كانت كل من نيفيس وأنغيلا غير راضية عن هيمنة سانت كيتس على الاتحاد، حيث أعلنت أنغيلا استقلالها من جانب واحد في عام 1967. بعد مفاوضات غير ناجحة، وضع قانون أنغيلا الصادر في يوليو/تموز 1971 أنغيلا تحت السيطرة البريطانية مباشرة. في عام 1976، حصلت أنغيلا على دستور، وتم قطع اتحادها مع سانت كيتس ونيفيس رسميًا في عام 1980.
انعقد مؤتمر دستوري في لندن عام 1982. على الرغم من الخلاف حول الأحكام الخاصة بنيفيس، حققت سانت كيتس ونيفيس استقلالها الكامل في 19 سبتمبر 1983، كمملكة مستقلة داخل الكومنولث، مع الملكة إليزابيث الثانية كرئيسة للدولة وملكة سانت كيتس ونيفيس. مثلت الأميرة مارغريت الملكة في احتفالات الاستقلال. تم استقبالها بتحية عسكرية مكونة من 21 طلقة في مطار جولدن روك، وهتف حشد من الآلاف للأميرة. بعد مراسم رفع العلم بعد منتصف الليل، قرأت الأميرة رسالة من أختها الملكة، ثم سلمت رسميًا المجلدات الدستورية إلى رئيس الوزراء المعين، كينيدي سيموندز.

## تاج سانت كيتس ونيفيس وجوانبه
سانت كيتس ونيفيس هي واحدة من خمس عشرة دولة مستقلة، والمعروفة باسم ممالك الكومنولث، والتي تتقاسم سيادتها مع ممالك أخرى في الكومنولث، حيث تكون علاقة الملك مع سانت كيتس ونيفيس مستقلة تمامًا عن منصبه كملك لأي مملكة أخرى. على الرغم من أن كل مملكة من ممالك الكومنولث - بما في ذلك سانت كيتس ونيفيس - تتقاسم نفس الشخص كملكها، فإنها تتمتع بالسيادة والاستقلال عن المملكة الأخرى. يتم تمثيل الملك بواسطة نائب الملك -الحاكم العام لسانت كيتس ونيفيس- في البلاد.
منذ استقلال سانت كيتس ونيفيس في عام 1983، كان للتاج الوطني طابع مشترك وآخر منفصل، وكان دور الملك كملك لسانت كيتس ونيفيس مميزًا عن وضعه كملك لأي مملكة أخرى، بما في ذلك المملكة المتحدة. وبذلك توقفت الملكية عن كونها مؤسسة بريطانية حصرية، وأصبحت في سانت كيتس ونيفيس مؤسسة وطنية أو "مدجنة".
يتضح هذا التقسيم بعدة طرق: فالملك، على سبيل المثال، يحمل لقبًا فريدًا فيما يتعلق بسانت كيتس ونيفيس ، وعندما يتصرف علنًا كممثل للبلاد على وجه التحديد، فإنه يستخدم، حيثما أمكن، رموز سانت كيتس ونيفيس، بما في ذلك العلم الوطني للبلاد، والرموز الملكية الفريدة، وما شابه ذلك. كما أن وزراء حكومة سانت كيتس ونيفيس فقط هم من يستطيعون تقديم المشورة للملك بشأن شؤون البلاد.
في سانت كيتس ونيفيس، يشار إلى الشخصية القانونية للدولة باسم "جلالة الملك بحق سانت كريستوفر ونيفيس"، أو التاج بحق حكومة سانت كريستوفر ونيفيس.

## عنوان
في سانت كريستوفر ونيفيس، لقب الملك هو: تشارلز الثالث، بفضل الله، ملك سانت كريستوفر ونيفيس وممالكه وأقاليمه الأخرى، رئيس الكومنولث.

### قسم الولاء
باعتباره تجسيدًا للدولة، فإن الملك هو موضع قسم الولاء. يتم ذلك ردًا على قسم التتويج الذي يتعهد فيه الملك بحكم شعوب ممالكهم "وفقًا لقوانينهم وعاداتهم الخاصة". باعتباره تجسيدًا للدولة، فإن الملك هو موضع قسم الولاء. يتم ذلك ردًا على قسم التتويج الذي يتعهد فيه الملك بحكم شعوب ممالكهم "وفقًا لقوانينهم وعاداتهم الخاصة".

### خلافة
تتم الخلافة عن طريق البكورية المطلقة التي تحكمها أحكام قانون خلافة التاج لعام 2013، بالإضافة إلى قانون التسوية لعام 1701، ووثيقة الحقوق لعام 1689. يقتصر هذا التشريع على الخلافة على الأبناء الطبيعيين (غير المتبنين ) الشرعيين لصوفيا، ناخبة هانوفر، وينص على أن الملك لا يمكن أن يكون كاثوليكيًا رومانيًا، ويجب أن يكون على اتصال بكنيسة إنجلترا عند اعتلائه العرش.
على الرغم من أن هذه القوانين الدستورية، كما تنطبق على سانت كيتس ونيفيس، لا تزال تقع ضمن سيطرة البرلمان البريطاني ، فإن كل من المملكة المتحدة وسانت كيتس ونيفيس لا يمكنهما تغيير قواعد الخلافة دون موافقة إجماعية من الممالك الأخرى، ما لم يتم ترك علاقة الملكية المشتركة صراحةً؛ وهو الوضع الذي ينطبق بشكل متطابق في جميع الممالك الأخرى، والذي تم تشبيهه بمعاهدة بين هذه البلدان. أشارت سانت كيتس ونيفيس آخر مرة إلى موافقتها على تغيير خط الخلافة في عام 2013، عندما أقرت الجمعية الوطنية قانون خلافة التاج ، والذي يعني قبول الهيئة التشريعية لقانون خلافة التاج الصادر عن البرلمان البريطاني عام 2013.
عند وفاة الملك أو تنازله عن العرش، من المعتاد أن يتم الإعلان عن تولي الملك الجديد العرش من قبل الحاكم العام في العاصمة باستير، بعد تولي الملك العرش. وبغض النظر عن أي إعلانات، فإن وريث الملك الراحل يخلفه على الفور وبشكل تلقائي، دون الحاجة إلى تأكيد أو مراسم أخرى. وتلي ذلك أيضًا فترة مناسبة من الحداد، حيث يتم تنكيس الأعلام في جميع أنحاء البلاد تكريمًا للملك الراحل.

## الدور الدستوري الفيدرالي
يمنح دستور سانت كيتس ونيفيس سانت كيتس ونيفيس نظامًا برلمانيًا للحكومة في ظل ملكية دستورية اتحادية، حيث يكون دور الملك والحاكم العام قانونيًا وعمليًا، ولكنه ليس سياسيًا. تعتبر التاج مؤسسة، حيث تتقاسم عدة أجزاء سلطتها مع الكل، حيث يكون الملك هو الشخص في مركز البناء الدستوري،  وهذا يعني أن جميع سلطات الدولة تقع دستوريًا في يد الملك. يُشار إلى حكومة سانت كيتس ونيفيس رسميًا أيضًا باسم حكومة صاحب الجلالة لسانت كريستوفر ونيفيس. يتم تنفيذ معظم الواجبات الداخلية للملك من قبل الحاكم العام الذي يعينه الملك بناءً على نصيحة رئيس وزراء سانت كيتس ونيفيس.

## تنفيذي
أحد الواجبات الرئيسية للتاج هو تعيين رئيس وزراء، والذي يرأس بعد ذلك مجلس الوزراء ويقدم المشورة للملك أو الحاكم العام حول كيفية تنفيذ سلطاتهم التنفيذية على جميع جوانب العمليات الحكومية والشؤون الخارجية. إن دور الملك، وبالتالي دور نائب الملك، رمزي وثقافي بالكامل تقريبًا، حيث يعمل كرمز للسلطة القانونية التي تعمل بموجبها جميع الحكومات والوكالات، بينما يوجه مجلس الوزراء استخدام الامتياز الملكي، والذي يتضمن امتياز إعلان الحرب، والحفاظ على سلام الملك ، وتوجيه تصرفات قوة دفاع سانت كيتس ونيفيس ، بالإضافة إلى استدعاء البرلمان وتأجيله والدعوة إلى إجراء انتخابات. ومع ذلك، من المهم أن نلاحظ أن الامتياز الملكي ينتمي إلى التاج وليس إلى أي من الوزراء، على الرغم من أنه قد يبدو في بعض الأحيان على هذا النحو،  ويسمح الدستور للحاكم العام باستخدام هذه الصلاحيات من جانب واحد فيما يتعلق بإقالة رئيس الوزراء وحل البرلمان وإقالة القاضي في حالات الأزمات الدستورية الاستثنائية.
هناك أيضًا بعض الواجبات التي يقوم بها الملك على وجه التحديد، مثل تعيين الحاكم العام. للحفاظ على استقرار حكومة سانت كيتس ونيفيس، يقوم الحاكم العام بتعيين رئيس للوزراء الفرد الأكثر احتمالاً للحفاظ على دعم الجمعية الوطنية . ويعين الحاكم العام أيضًا مجلس الوزراء، بناءً على توجيهات رئيس الوزراء. يتم إبلاغ الملك من قبل نائبه بقبول استقالة رئيس الوزراء وأداء رئيس وزراء جديد وأعضاء آخرين في الوزارة للقسم، ويظل مطلعًا بشكل كامل من خلال الاتصالات المنتظمة من وزرائه في سانت كيتس ونيفيس.

## الشؤون الخارجية
ويمتد الامتياز الملكي أيضًا إلى الشؤون الخارجية: إذ يصادق الحاكم العام على المعاهدات والتحالفات والاتفاقيات الدولية. كما هو الحال مع الاستخدامات الأخرى للامتياز الملكي، لا يشترط الحصول على موافقة برلمانية. ومع ذلك، لا يمكن للمعاهدة أن تغير القوانين المحلية لسانت كيتس ونيفيس؛ وفي مثل هذه الحالات يكون صدور قانون من البرلمان ضروريا. ويقوم الحاكم العام، نيابة عن الملك، باعتماد المفوضين الساميين والسفراء في سانت كيتس ونيفيس، ويستقبل الدبلوماسيين من الدول الأجنبية. بالإضافة إلى ذلك، فإن إصدار جوازات السفر يقع ضمن الاختصاص الملكي، وبالتالي يتم إصدار جميع جوازات السفر في سانت كيتس ونيفيس باسم الحاكم العام، ممثل الملك في سانت كيتس ونيفيس.

## البرلمان
يعد الملك، إلى جانب الجمعية الوطنية ، أحد المكونين لبرلمان سانت كيتس ونيفيس. مع ذلك، لا يشارك الملك في العملية التشريعية؛ بل يشارك نائب الملك، وإن كان ذلك فقط في منح الموافقة الملكية. علاوة على ذلك، ينص الدستور على أن الحاكم العام هو المسؤول الوحيد عن تعيين أعضاء مجلس الشيوخ. يتم تعيين ثلث أعضاء مجلس الشيوخ من قبل الحاكم العام بناءً على نصيحة زعيم المعارضة، ويتم تعيين ثلث الأعضاء الآخرين بناءً على نصيحة رئيس الوزراء. كما يقوم نائب الملك باستدعاء البرلمان وتأجيله وحله؛ وبعد ذلك، عادة ما يتم إسقاط أوامر إجراء انتخابات عامة من قبل الحاكم العام في دار الحكومة في باستير.
تتميز الدورة البرلمانية الجديدة بافتتاح الجمعية الوطنية ، حيث يقرأ الملك أو الحاكم العام خطاب العرش. لا يتم سن جميع القوانين في سانت كيتس ونيفيس إلا بمنح نائب الملك الموافقة الملكية باسم الملك. وهكذا تبدأ مشاريع القوانين بالعبارة التالية: "يُسن هذا القانون من قبل جلالة الملك الأعلى، وبمشورة وموافقة الجمعية الوطنية لسانت كريستوفر نيفيس وبسلطة الجمعية الوطنية على النحو التالي". الموافقة الملكية والإعلان مطلوبان لجميع أعمال البرلمان، وعادة ما يتم منحها أو حجبها من قبل الحاكم العام، مع الختم العام لسانت كريستوفر ونيفيس.

## المحاكم
يُعتبر الملك "مصدر العدالة"، وهو المسؤول عن تحقيق العدالة لجميع الرعايا. لا يحكم الملك شخصيًا في القضايا القضائية؛ بل يتم تنفيذ الوظائف القضائية باسمه. في سانت كيتس ونيفيس، تعتبر الجرائم الجنائية قانونيًا جرائم ضد الملك، ويتم رفع الدعاوى القضائية الخاصة بالجرائم التي تستوجب الاتهام باسم الملك في شكل الملك [أو الملكة] ضد [الاسم]. ومن ثم، فإن القانون العام ينص على أن الملك "لا يمكن أن يرتكب خطأ"؛ ولا يمكن محاكمة الملك في محاكمه الخاصة بتهمة ارتكاب جرائم جنائية. أعلى محكمة استئناف في سانت كيتس ونيفيس هي اللجنة القضائية للمجلس الملكي الخاص. يمكن للحاكم العام أيضًا، نيابة عن ملك سانت كيتس ونيفيس، منح الحصانة من الملاحقة القضائية، وممارسة الامتياز الملكي للرحمة ، والعفو عن الجرائم ضد التاج، إما قبل أو أثناء أو بعد المحاكمة. ويرد وصف لممارسة "حق الرحمة" في منح العفو وتبديل أحكام السجن في المادة 66 من الدستور.

## الملكية في نيفيس
بموجب ترتيبات دستور الاتحاد، تعمل ملكية سانت كيتس ونيفيس بشكل منفصل في جزيرة نيفيس، ويشار إلى التاج ضمن نطاق ولاية نيفيس باسم التاج في حق إدارة جزيرة نيفيس. يعين الحاكم العام نائبًا للحاكم العام في نيفيس، والذي يقوم بمهام نائب الملك في الجزيرة. بصفته ممثلاً للملك، يقيم نائب الحاكم العام في دار الحكومة جنوب تشارلزتاون، نيفيس. يشكل الملك وجمعية جزيرة نيفيس الهيئة التشريعية لجزيرة نيفيس. يتم تعيين ثلث الأعضاء المعينين للجمعية من قبل الحاكم العام وفقًا لنصيحة زعيم المعارضة في الجمعية، ويتم تعيين الآخرين من قبل الحاكم العام وفقًا لنصيحة رئيس وزراء نيفيس. تتطلب جميع مشاريع القوانين التي يقرها مجلس جزيرة نيفيس الموافقة الملكية. كما أن الحاكم العام مسؤول أيضًا عن حل الجمعية بناءً على مشورة رئيس الوزراء. للحفاظ على استقرار إدارة جزيرة نيفيس، يقوم الحاكم العام بتعيين الفرد الأكثر احتمالاً للحفاظ على دعم الأغلبية من الأعضاء المنتخبين في جمعية جزيرة نيفيس كرئيس للوزراء. ويعين الحاكم العام أيضًا أعضاء آخرين في الإدارة من بين أعضاء الجمعية، وذلك وفقًا لنصيحة رئيس الوزراء. وظيفة إدارة جزيرة نيفيس هي تقديم المشورة للحاكم العام في حكومة جزيرة نيفيس. تتحمل الإدارة مسؤولية جماعية أمام الجمعية عن أي نصيحة يتم تقديمها للحاكم العام.

## الدور الثقافي

### التاج والشرف
في ممالك الكومنولث، يُعتبر الملك مصدر الشرف. وعلى نحو مماثل، يمنح الملك، بصفته حاكم سانت كيتس ونيفيس، الجوائز والأوسمة في سانت كيتس ونيفيس باسمه. يتم منح معظمها في كثير من الأحيان بناءً على نصيحة "وزراء جلالة الملك في سانت كريستوفر ونيفيس".
من خلال إقرار قانون الأوسمة الوطنية في عام 1998، أنشأت سانت كيتس ونيفيس ثلاث فئات من الجوائز: وسام البطل الوطني ، ونجمة الاستحقاق، وميدالية الشرف. في عام 2005، تمت إضافة فئة أخرى من الجوائز، وهي وسام القديس كريستوفر ونيفيس .  تشكل كل هذه الأوسمة والجوائز جزءًا من "وسام الشرف والأوسمة والميداليات"، الذي يتألف من الحاكم العام بصفته رئيسًا، وسكرتير الحاكم العام بصفته سكرتيرًا للوسام. وتتولى لجنة الجوائز الوطنية مسؤولية تقديم ترشيحات المرشحين إلى مكتب رئيس الوزراء، الذي يقوم بعد ذلك بإرسال التوصيات إلى الحاكم العام. يتم إجراء مراسم التنصيب من قبل الحاكم العام في دار الحكومة. 

## التاج وقوات الدفاع
يقع التاج على قمة قوة دفاع سانت كيتس ونيفيس . يظهر تاج القديس إدوارد على شارات وشعارات رتبة قوة دفاع سانت كيتس ونيفيس، مما يوضح النظام الملكي كمكان للسلطة. بصفته ممثلاً للملك، يعمل الحاكم العام كقائد أعلى لقوات الدفاع.  تقع سلطة منح العمولات في قوة الدفاع على عاتق الملك، وتمارس نيابة عن الملك من قبل الحاكم العام.

## التاج وقوات الشرطة
تُعرف قوة الشرطة الوطنية في سانت كيتس ونيفيس باسم " قوة شرطة سانت كريستوفر ونيفيس الملكية . يظهر تاج القديس إدوارد على شارات الشرطة وشعارات رتبها، مما يوضح أن النظام الملكي هو مركز السلطة. يجب على كل عضو في قوة الشرطة الملكية في سانت كريستوفر ونيفيس أن يقسم قسم الولاء لملك سانت كيتس ونيفيس عند توليه منصبه. وبموجب قانون الشرطة لعام 2002 ، فإن قسم الولاء هو:  "أنا (الاسم)، أقسم بأنني سأحمل بأمانة الولاء الحقيقي لجلالة الملك تشارلز الثالث، وورثته وخلفائه، وفقًا للقانون. لذا ساعدني يا الله".

## الرموز الملكية
الرمز الرئيسي لملكية سانت كيتس ونيفيس هو الملك نفسه. ولذلك، يتم عرض صوره المؤطرة في المباني العامة والمكاتب الحكومية. ويظهر الملك أيضًا على الطوابع التذكارية لسانت كيتس ونيفيس. يستخدم التاج أيضًا لتوضيح النظام الملكي باعتباره مركز السلطة، حيث يظهر على شارات رتب قوات الدفاع والشرطة والعاملين في البريد وضباط السجون. حفظ الله الملك هو النشيد الملكي لسانت كيتس ونيفيس. بموجب قانون جنسية سانت كريستوفر ونيفيس، فإن المواطنين الجدد في البلاد يقسمون الولاء للملك وورثته وخلفائه.

## الزيارات الملكية

### القرن العشرين
زارت الأميرة مارغريت سانت كيتس في فبراير 1955. قامت الملكة إليزابيث الثانية وزوجها دوق إدنبرة بزيارة سانت كيتس ونيفيس في عام 1966. خلال زيارتها في 22 فبراير، أقامت الملكة حفل تنصيب في دار الحكومة حضره حوالي 50 ضيفًا. وبعد ذلك، حضرت الملكة والدوق حفل استقبال، حيث حضره حوالي 700 شخص. وفي وقت لاحق، شاهدوا عرضًا للألعاب النارية من الواجهة البحرية في باستير. في دار الحكومة في نيفيس، قدم رئيس الوزراء بول ساوثويل خريطة بارزة كبيرة لنيفيس إلى الملكة. قام الأمير تشارلز بزيارة في يونيو 1973 لافتتاح حصن أمير ويلز الذي تم ترميمه حديثًا في منتزه قلعة بريمستون هيل الوطني.
زارت الأميرة مارغريت البلاد في سبتمبر 1983 لتمثيل الملكة في احتفالات الاستقلال. قامت الملكة وزوجها بزيارة أخرى في عام 1985 حيث أقيم حفل استقبال على متن السفينة HMY Britannia. قضت أميرة ويلز إجازة مع أبنائها في نيفيس في يناير 1993. في سبتمبر 1993، قام الأمير فيليب، دوق إدنبرة، بزيارة البلاد بصفته الممثل الشخصي للملكة بمناسبة الذكرى العاشرة للاستقلال.

### القرن الحادي والعشرين
قام إيرل وكونتيسة ويسيكس بزيارة البلاد في مارس 2012 للاحتفال باليوبيل الماسي للملكة. التقى الزوجان بالحاكم العام السير كوثبرت سيباستيان، ورئيس الوزراء دينزيل دوغلاس، وغيرهما من كبار الشخصيات، وشاهدوا العروض الثقافية، وكشف الإيرل عن لوحة تذكارية للاحتفال باليوبيل الماسي وعين رسميًا منتزه باستير فالي باسم منتزه باستير فالي الملكي. كما قاموا بزيارة منتزه قلعة بريمستون هيل الوطني وجناح الأطفال في مستشفى الصندوق القومي اليهودي ودار الأطفال قبل حضور عشاء رسمي وعرض للألعاب النارية في ميناء زانتي.
زار الأمير هاري البلاد في عام 2016، وهو العام الذي يصادف عيد ميلاد الملكة التسعين. وصل الأمير في 23 نوفمبر، وتم الترحيب به بعرض عسكري في ميناء زانتي، وحضر لاحقًا تجمعًا للشباب في حصن بريمستون هيل. هنا، كشف الأمير أيضًا عن إهداء سانت كيتس ونيفيس إلى مظلة الكومنولث الملكية . وسافر الأمير هاري بعد ذلك بالقارب إلى رصيف تشارلزتاون على جزيرة نيفيس المجاورة، حيث زار مبادرة محلية للحفاظ على السلاحف على شاطئ لوفيرز. وفي المساء، عاد الأمير إلى سانت كيتس لحضور حفل استقبال أقامه الحاكم العام في مقر الحكومة.

## مناظرة
في سبتمبر 2022، قال رئيس الوزراء تيرانس درو إن حكومته "وجهت أنظارها نحو التحول إلى جمهورية"، وفي مايو 2023، اقترح درو أن سانت كيتس ونيفيس "ليست حرة تمامًا" بينما تشارلز الثالث هو رئيس الدولة. قال درو إنه سيبدأ مشاورة عامة بشأن التحول إلى جمهورية وأيد التعويضات عن العبودية. أظهر استطلاع للرأي أجري عام 2023 أن 52% يؤيدون بقاء النظام الملكي بينما فضل 45% أن تصبح سانت كيتس ونيفيس جمهورية.

## قائمة ملوك سانت كيتس ونيفيس
| لَوحَة | الاسم الملكي (الولادة – الوفاة) | الحكم على غرينادا | الحكم على غرينادا | الاسم الكامل           | زوجة            | منزل   |
| لَوحَة | الاسم الملكي (الولادة – الوفاة) | يبدأ              | نهاية             | الاسم الكامل           | زوجة            | منزل   |
| --- | ------------------------------- | ----------------- | ----------------- | ---------------------- | --------------- | ------ |
| | إليزابيث الثانية (1926–2022)    | 7 فبراير 1974     | 8 سبتمبر 2022     | إليزابيث ألكسندرا ماري | فيليب ماونتباتن | وندسور |
| الحكام العامون: السير ليو دي جيل ، السير بول سكاون ، السير ريجينالد بالمر ، السير دانيال ويليامز ، السير كارليل جلين ، السيدة سيسيل لا غريناد رؤساء الوزراء: السير إريك جيري ، موريس بيشوب ، برنارد كوارد ، الجنرال هدسون أوستن ، نيكولاس براثويت ، هربرت بليز ، بن جونز ، جورج بريزان ، كيث ميتشل ، تيلمان توماس ، ديكون ميتشل | إليزابيث الثانية (1926–2022)    |                   |                   |                        |                 |        |
| | تشارلز الثالث (مواليد 1948)     | 8 سبتمبر 2022     | حاضر              | تشارلز فيليب آرثر جورج | كاميلا شاند     | وندسور |
| الحاكم العام: السيدة سيسيل لا جريناد رؤساء الوزراء: ديكون ميتشل | تشارلز الثالث (مواليد 1948)     |                   |                   |                        |                 |        |